# Equivalencia de métricas
En matemáticas, se dice que dos métricas sobre los de  mismo conjunto subyacente son equivalentes si los espacios métricos resultantes comparten ciertas propiedades. La equivalencia es una noción más débil que la isometría, y las métricas equivalentes no tienen por qué ser literalmente iguales. Más bien, es una de varias formas de generalizar la equivalencia de normas a espacios métricos generales.
En el artículo, {\displaystyle X} indicará un conjunto no vacío y {\displaystyle d_{1}} y {\displaystyle d_{2}} indicarán dos métricas en {\displaystyle X}.

## Equivalencia topológica
Se dice que las dos métricas {\displaystyle d_{1}} y {\displaystyle d_{2}} son topológicamente equivalentes si generan la misma topología en {\displaystyle X}. A menudo se omite el adverbio topológicamente. Hay múltiples formas de expresar esta condición:
- Un subconjunto {\displaystyle A\subseteq X} es {\displaystyle d_{1}}-abierto si y solo si es {\displaystyle d_{2}}-abierto;
- El nido de bolas abiertas: para cualquier punto {\displaystyle x\in X} y cualquier radio {\displaystyle r>0}, existen radios {\displaystyle r',r''>0} tales que :{\displaystyle B_{r'}(x;d_{1})\subseteq B_{r}(x;d_{2}){\text{and }}B_{r''}(x;d_{2})\subseteq B_{r}(x;d_{1}).}
- La función identidad {\displaystyle I:(X,d_{1})\to (X,d_{2})} es continua con inversa continua, es decir, es un homeomorfismo.

Las siguientes son condiciones suficientes pero no necesarias para la equivalencia topológica:
- Existe una función subaditiva estrictamente creciente y continua {\displaystyle f:\mathbb {R} \to \mathbb {R} _{+}}, tal que {\displaystyle d_{2}=f\circ d_{1}}.[2]
- Para cada {\displaystyle x\in X}, existen constantes positivas {\displaystyle \alpha } y {\displaystyle \beta } tales que, para cada punto {\displaystyle y\in X}, :{\displaystyle \alpha d_{1}(x,y)\leq d_{2}(x,y)\leq \beta d_{1}(x,y).}

## Equivalencia fuerte
Dos métricas {\displaystyle d_{1}} y {\displaystyle d_{2}} en X son fuertemente, equivalentemente bilipschitzianas o uniformemente equivalentes si y solo si existen constantes positivas {\displaystyle \alpha } y {\displaystyle \beta } tales que, para cada {\displaystyle x,y\in X},
{\displaystyle \alpha d_{1}(x,y)\leq d_{2}(x,y)\leq \beta d_{1}(x,y).}
En contraste con la condición suficiente para la equivalencia topológica mencionada anteriormente, la equivalencia fuerte requiere que haya un único conjunto de constantes que se cumpla para cada par de puntos en {\displaystyle X}, en lugar de constantes potencialmente diferentes asociadas con cada punto de {\displaystyle X}.
Una equivalencia fuerte de dos métricas implica equivalencia topológica, pero no al revés. Por ejemplo, las métricas {\displaystyle d_{1}(x,y)=|x-y|} y {\displaystyle d_{2}(x,y)=|\tan(x)-\tan(y)|} en el intervalo {\displaystyle \left(-{\frac {\pi }{2}},{\frac {\pi }{2}}\right)} son topológicamente equivalentes, pero no fuertemente equivalentes. De hecho, este intervalo está acotado según una de estas métricas pero no según la otra. Por otro lado, las equivalencias fuertes siempre hacen corresponder conjuntos acotados a conjuntos acotados.

## Relación con la equivalencia de normas
Cuando X es un espacio vectorial y las dos métricas {\displaystyle d_{1}} y {\displaystyle d_{2}} son las inducidas por las normas {\displaystyle \|\cdot \|_{A}} y {\displaystyle \|\cdot \|_{B}}, respectivamente, entonces la equivalencia fuerte es equivalente a la condición de que, para todo {\displaystyle x\in X},
{\displaystyle \alpha \|x\|_{A}\leq \|x\|_{B}\leq \beta \|x\|_{A}}
Para operadores lineales entre espacios vectoriales normados, la continuidad lipschitziana es equivalente a la continuidad. Un operador que satisface cualquiera de estas condiciones se llama acotado. Por lo tanto, en este caso, {\displaystyle d_{1}} y {\displaystyle d_{2}} son topológicamente equivalentes si y solo si son fuertemente equivalentes, y simplemente se dice que las normas {\displaystyle \|\cdot \|_{A}} y {\displaystyle \|\cdot \|_{B}} son equivalentes.
En espacios vectoriales de dimensión finita, todas las métricas inducidas por una norma, incluidas la distancia euclidiana, la geometría del taxista y la distancia de Chebyshov, son equivalentes.

## Propiedades preservadas por la equivalencia
- La continuidad de una función se conserva si el dominio o el rango se remetrizan mediante una métrica equivalente, pero la continuidad uniforme se conserva solo mediante métricas fuertemente equivalentes.[5]
- La diferenciabilidad de una función {\displaystyle f:U\to V}, para {\displaystyle V} un espacio normado y {\displaystyle U} un subconjunto de un espacio normado, se conserva si el dominio o el rango se renormalizan mediante una norma fuertemente equivalente.[6]
- Una métrica que es fuertemente equivalente a una métrica completa también es completa. No ocurre lo mismo con las métricas equivalentes porque los homeomorfismos no preservan la completitud. Por ejemplo, dado que {\displaystyle (0,1)} y {\displaystyle \mathbb {R} } son homeomorfos, el homeomorfismo induce una métrica en {\displaystyle (0,1)} que está completa porque {\displaystyle \mathbb {R} } lo es, y genera la misma topología que la habitual, pero {\displaystyle (0,1)} con la métrica habitual no está completa, porque la secuencia {\displaystyle (2^{-n})_{n\in \mathbb {N} }} es de Cauchy pero no convergente (y la métrica inducida no es de Cauchy).